# Circobotys butleri
Circobotys butleri is een vlinder van de familie van de grasmotten (Crambidae). De wetenschappelijke naam van deze soort is voor het eerst voorgesteld als Crocidophora butleri door Richard South in een publicatie uit 1901.
De soort komt oorspronkelijk voor in China (Zhejiang). Via plantenmateriaal (Bamboe) uit Oost-Azië is deze soort in West-Europa terecht gekomen.